# Afrikansk bergsökenfink
Afrikansk bergsökenfink (Rhodopechys alienus) är en nordafrikansk fågel i familjen finkar inom ordningen tättingar , mycket nära släkt med asiatisk bergsökenfink (R. sanguineus). Dessa två behandlas ofta som en och samma art, bergsökenfink (R. sanguineus).

## Utseende
Afrikansk bergsökenfink är liksom sin nära släkting asiatisk bergsökenfink en storhövdad bergslevande fink med kraftig gul näbb och kort stjärt men långa vingar, med en kroppslängd på 13–15 centimeter. Karakteristiskt för båda arterna är skärvita ljusa vingfält, skär övergump och svart hjässa. I övrigt är den brun på huvudet, bröst- och kroppssidor och rygg, och vit på buken. Afrikansk bergsökenfink skiljer sig från dito asiatisk genom att vara något större, ha mindre kontrast mellan bruna kroppssidor och vit buk, ljus strupe, grå istället för brun nacke, rödbrun övergump istället för skär samt ofläckade kroppssidor och rygg.

## Utbredning och systematik
Arten förekommer enbart i Marocko och Algeriet. Tidigare behandlades den som underart till R. sanguineus och vissa gör det fortfarande, bland andra internationella taxonomiska auktoriteten Clements et al samt Birdlife Sverige, och den har då det svenska trivialnamnet bergsökenfink. Den urskiljs dock allt oftare som egen art baserat på studier som visat på konstanta skillnader i både morfologi och läten.

## Status och hot
Arten har ett stort utbredningsområde och en stor population med stabil utveckling som inte tros vara utsatt för något substantiellt hot. Utifrån dessa kriterier kategoriserar internationella naturvårdsunionen IUCN arten som livskraftig (LC).